# Марков, Иван (атаман)
Иван Марков (псевдоним Хмара; ? — 1926) — украинский атаман-повстанец.
В 1920 году действовал против советской власти в Гайсинском и Уманском уезде, имея в своём отряде 300 человек конницы и 300 человек пехоты. В 1921 году вместе с Нестором Махно перешёл в Румынию, затем в Польшу. Впоследствии вернулся в родной край и продолжал повстанческую деятельность.
В 1926 году Xмару схватили большевики и расстреляли.